# 에스티 로더 (기업인)
에스티 로더(Estée Lauder, 1908년 7월 1일 ~ 2004년 4월 24일)는 미국의 사업가이다. 남편 조셉 로더와 함께 에스티 로더 사를 창립했고, 본인의 이름을 딴 화장품 회사도 만들었다. 타임지의 '20세기에 큰 영향을 미친 20인' 1998년 리스트에 들었다. 대통령 자유 훈장 서훈자이다.